# Payitaht Abdülhamid
Payitaht Abdülhamid, im englischen Sprachraum als The Last Emperor („der letzte Imperator“) bekannt, ist ein türkisches fiktionales und geschichtsrevisionistisches Seriendrama mit Bülent İnal und Özlem Conker in den Hauptrollen, das die historischen Ereignisse während der Herrschaft des letzten osmanischen Sultans Abdülhamid II. (Regierungszeit 1876 bis 1909) darstellt.
Die Serie wurde im In- und Ausland in Hinsicht auf die Bedienung antisemitischer und armenierfeindlicher Verschwörungstheorien, ungenaue und fehlerhafte Darstellung der Geschichte und historischer Fakten, Instrumentalisierung für Regierungspropaganda der regierenden AKP-Partei und handwerkliche Fehler wie bei der Verwendung der osmanischen Sprache kritisiert.

## Handlung
Das Geschehen findet um das Jahr 1896 statt, das 20. Regierungsjahr von Sultan Abdülhamid. Abdülhamid kämpft gegen verschiedenen Dissidenten und Oppositionelle (muhâlifler), hauptsächlich die liberalen Jungtürken, sowie gegen die „europäischen Staaten“, insbesondere Großbritannien. Sein „ehrenwertes Ziel“ ist es, die Zersplitterung des Staates (bölücülük) zu verhindern und „ausländische Mächte“ (dış güçler) zu besiegen, um Palästina und das Heilige Land zu schützen.
Der Jude Theodor Herzl, Begründer des Zionismus, gilt als „Erzfeind“ und Bösewicht der Serie. Er wird als ein Mann dargestellt, der so perfide ist, dass er seinen mittellosen Vater wegen angeblicher ideologischer Meinungsverschiedenheiten ohne das Wissen seiner Mutter gefangen hält. Die Show zeigt ihn auf dem Ersten Zionistenkongress, wo er die Ältesten von Zion beschwören will. Er plant, einen jüdischen Staat zu schaffen, der sich vom Nil bis zum Euphrat im heutigen Anatolien erstreckt. Dies ist eine beliebte antisemitische Verschwörungstheorie in türkischen Internetforen und Chaträumen und wurde in die Serie übernommen.
In der Produktion werden „jüdische Verschwörungen“ mit den „anderen schändlichen Verschwörungen“ der katholischen Kirche, der Freimaurer, Großbritanniens und weiterer westlicher wie europäischer Mächte sowie denen der Jungtürken zu „einem übergeordneten Schema“ verschmolzen. Dargestellt werden in der Serie auch Geschichten um Prinz Sebahattin, Emmanuel Karasu und Fatma Pesend.

## Kritik und Kontroversen
Die Serie wird unter anderem wegen eines offen demokratiefeindlichen, antisemitischen und verschwörungstheoretischen Weltbildes, das jenem des türkischen Präsidenten Erdoğan entspricht, kritisiert. In einem Meinungsbeitrag in der Washington Post wird bemerkt, dass die Serie eine „Weltanschauung fördert, die der des türkischen Präsidenten Recep Tayyip Erdoğan sehr ähnelt: Eine freie Presse, Säkularismus und Demokratie seien das Werk fremder Mächte, religiöser Minderheiten und gottloser Liberaler und dienen letztlich dazu, die nationale Identität, Ehre und Stabilität zu untergraben. Von allen Schurken der Serie sind keine unheimlicher als die Juden.“
Auch abstruse Erfindungen werden der Serie nahegelegt: So wird der Münzflipper des Sultans als geheimer Agent des Vatikans dargestellt, der im Auftrag von Herzl arbeitet, obwohl der Vatikan in Realität gegen die Gründung Israels war. Die Darstellung historischer Ereignisse gilt als „extrem revisionistisch“, wobei die Show für sich den Anspruch erhebt, von „echten historischen Ereignissen inspiriert“ worden zu sein und der Welt „die Wahrheit“ zu zeigen.
Auch gilt der Tenor in der Serie als allgemein antiwestlich. Unter anderem heißt der vatikanische Abgesandte „Hiram“ – ein Name, der in der Türkei mit der westlichen Freimaurerei verknüpft ist.

## Politische Wirkung in der Türkei
Mehrere Schauspieler, die auch in der politischen Bühne der Türkei aktiv sind, unterstützten explizit die Meinungen, die von der Serie vertreten wurden.
Ein Nachkomme von Abdülhamid unterstützte die Serie und zog Parallelen zum heutigen Präsidenten Erdoğan, indem er sagte: „Die Geschichte wiederholt sich… Diese penetranten Ausländer nennen unseren Präsidenten jetzt einen Diktator, so wie sie Abdülhamid früher Roter Sultan nannten.“
Der türkische Präsident Erdoğan lobte die Darstellungen in der Serie nur zwei Tage vor der Volksabstimmung 2017 und behauptete, dass „jene Schemen heute auf exakt dieselbe Weise ausgeführt werden … Was der Westen uns antut ist das Gleiche; nur die Ära und die Schauspieler sind anders“. Der stellvertretende Ministerpräsident Numan Kurtulmuş lobte die Show für das „Erleuchten“ des Lebens von Sultan Abdulhamid auf „objektive Weise“ und besuchte das Set persönlich. Die investigativen Journalisten Aykan Erdemir und Oren Kessler berichteten, dass der Abdülhamid in der Serie dieselben politischen Schlagwörter wie der Präsident Erdoğan verwende, darunter etwa „Wenn sie einen Plan haben, hat auch Allah einen Plan!“.

## Ausstrahlung im Ausland
In Griechenland heißt die Serie Ο Τελευταίος Αυτοκράτορας („Der letzte Kaiser“). Während türkische Seifenopern auf dem Balkan standardmäßig nicht nur unter den jeweiligen türkischen Minderheiten beliebt sind, kam es bei Payitaht Abdülhamid wegen offensichtlicher türkischer Regierungspropaganda zu zahlreichen Kontroversen in verschiedenen Ländern. So wurde vor allem im Kosovo die Serie kritisch aufgenommen.